# Савлух-Су
Савлу́х-Су, Саглы́к-Су (укр. Савлух-Су, Саглик-Су, крымскотат. Savluq Suv, Sağlıq Suv) — источник в Крыму, находится на высоте 700 м над уровнем моря, в Центральной котловине Крымского природного заповедника. Является истоком одноимённой речки, правого притока реки Альмы.

## Гидроним
Название источника в переводе с крымскотатарского языка означает «вода здоровья» (крымскотат. савлукъ (средний диалект), сагълыкъ (южнобережный диалект) — «здоровье», сув — «вода»).

## Исторические сведения
Впервые упоминается в преданиях о святых Косме и Дамиане, согласно которому они были сосланы в горы Таврики (III век н. э.) во времена жестоких гонений на молодую христианскую веру. Поселились изгнанники у источника, водой которого вскоре исцелились от одолевших их недугов и стали лечить местных жителей.
До 1855 года источник находился выше по течению. Во время подготовки площадки под строительство новой обители, источник был засыпан. Монах Амвраамий, руководивший этой работой, вскоре был переведён из монастыря в другое место. Источник очистили, а часовню с купальней построили ниже.

## Наука об источнике
Из заключения Лаборатории подземных минеральных и лечебных вод Института геологии Национальной Академии Наук Украины:
Воды, подобные источнику «Савлух-Су», очень редки. В 1998 году минеральная вода «Савлух-Су» занесена в Справочник минеральных лечебно-столовых вод Украины. Данные в литературе по подобным источникам не обнаружены. Есть косвенные сведения, что источник с водой, подобной «Савлух-Су», обнаружен на территории США. Уникальность воды данного источника заключена в том, что при значении рН, близким к нейтральному и невысокой минерализации, она содержит ионы серебра в бальнеологически активной концентрации. Именно эти качества воды придают ей целебную силу в широком бальнеологическом спектре.
Из заключения Украинского НИИ медицинской реабилитации и курортологии:
Вода источника «Савлух-Су» имеет высокое содержание ионов серебра — 0,125 мг/л, ионов цинка — 120 мг/л, что благотворно сказывается на применении её как желчегонной, так и для лечения заболеваний печени, почек и желудка. Вода активизирует процесс обмена углеводов, стимулирует половую функцию организма, способствует укреплению костей. Химический состав и бальнеологическая активность воды при хранении её в открытом виде не меняется в течение 3 месяцев. В укупоренном виде вода источника «Савлух-Су» сохраняет свои лечебные свойства в течение полугода и более.